# Jaume III de Mallorca
Jaume III de Mallorca   (Catània, 5 d'abril de 1315 - Llucmajor, 25 d'octubre de 1349) fou rei de Mallorca, comte de Rosselló i Cerdanya i senyor de Montpeller (1324-1349).

## Biografia

### Naixement
Fill de Ferran de Mallorca, tercer fill de Jaume II, i d'Isabel de Sabran, baronessa de Matagrifó, nasqué a Catània el 5 d'abril de 1315.
La seva mare va morir un mes després del part per complicacions derivades d'aquest. Tanmateix, hom ha especulat que en realitat podria haver estat emmetzinada amb arsènic per part del rei Robert I de Nàpols, per tal d'eliminar rivals a l'hora de apropiar-se del Principat d'Acaia. Davant aquesta situació, el seu pare, l'infant Ferran, va confiar el nadó al cronista Ramon Muntaner, encarregant-li que el traslladés a Perpinyà, on residia la seva àvia paterna, Esclarmonda de Foix, reina vídua de Mallorca. Muntaner va complir amb èxit aquesta missió, portant el petit Jaume a Perpinyà, on va ser acollit per la seva àvia i pel rei Sanç I de Mallorca, el seu oncle.

### Els drets del Principat d'Acaia
Mentrestant, durant 1315, l'infant Ferran partí cap a Clarença per fer valer els drets heretats del seu fill damunt el Principat d'Acaia. Allí derrota a un altre pretendent, el comte Joan I Orsini, i conquerí els enclavaments més importants dels territoris francs de Morea. L’any següent, la princesa Matilda d’Hainaut, cosina d'Isabel i també aspirant al tron del principat, va aconseguir reunir un exèrcit nombrós i ben equipat gràcies al suport del seu espòs, Lluís de Borgonya. L'infant Ferran els derrotà a la batalla de Picotin. Lluís de Borgonya, conscient de l’arribada de reforços catalans i mallorquins, decidí avançar-se i enfrontar-se a Ferran de Mallorca. Tot i els consells dels seus assessors i del rei Sanç, Ferran decidí no esperar els reforços i s'enfrontà al seu rival. Aquesta decisió el portà a la seva mort a la batalla de Manolada el 5 de juliol de 1316.
Paradoxalment, els drets del Principat d'Acaia acabaren en mans de la Casa reial de Mallorca. Dos mesos després morí Lluís de Borgonya, i la seva vídua ocupà el tron del principat. La dinastia Capet d'Anjou-Sicília va obligar Matilda d'Hainaut a casar-se amb Joan de Gravina, germà menor del rei Robert de Nàpols, tot i el seu rebuig inicial i segrest per forçar el matrimoni. Matilda, però, revelà al jutjat papal d'Avinyó que estava casada en secret amb el cavaller Hug de La Palisse, fet que anul·là el matrimoni amb Joan. Matilda fou tancada al Castell de l'Ou de Nàpols on morí el 1331, no sense haver testat a favor de Jaume III en venjança cap a la dinastia Capet. La situació es complicà encara més el 1344, quan els barons i l'arquebisbe de Morea oferiren la corona a Jaume III amb l'esperança de posar fi a l'anarquia que patien des de feia anys. Tot i acceptar l'oferiment, el conflicte amb Pere el Cerimoniós impedí a Jaume dur a terme el projecte, que quedà ajornat. Finalment, els seus drets sobre el Principat d'Acaia passaren al seu fill, Jaume IV de Mallorca.

### Infantesa i successió
L'any 1316, amb la mort de la seva àvia Esclarmonda de Foix, la tutela de Jaume III passà a mans del rei Sanç de Mallorca i de la reina Maria de Nàpols. El rei Sanç mostrà un afecte especial pel seu nebot Jaume III, posant a la seva disposició els recursos econòmics i l’educació que corresponien al seu rang com a membre de la reialesa. El desembre de 1322, Sanç va testar a favor de Jaume, designant-lo com a futur rei de Mallorca. Aquesta decisió provocà un nou episodi de tensió amb la Corona d'Aragó, ja que Jaume el Just desitjava reincorporar les possessions del Regne de Mallorca als seus dominis. L'argument del rei aragonès es basava en el fet que, en absència de descendència legítima de Sanç, ell havia de ser l'hereu legítim, seguint les disposicions testamentàries de Jaume I. Aquesta línia argumental era molt perillosa per a Jaume el Just, ja que es podia contraargumentar que, anys enrere, després de la mort sense descendència d’Alfons el Franc, germà de Jaume, la Corona d’Aragó hauria d’haver recaigut legítimament en Jaume II de Mallorca, seguint els mateixos principis de successió que ell ara al·legava.
El 4 de setembre de 1324, la mort del rei Sanç va deixar el jove Jaume III sense tutela directa, ja que encara era menor d'edat. Això va portar a la necessitat de designar un tutor, un procés que es va veure obstaculitzat per diverses complicacions. Finalment, el 1325, es va optar per l’infant Felip, germà del difunt rei Sanç, tot i que inicialment no estava d'acord amb assumir aquest paper. Felip s'havia distanciat de la cort i havia adoptat una vida ascètica com a membre de l'Orde de Frares Menors, fet que complicava la seva implicació en els afers polítics del regne.
Paral·lelament, la reclamació de Jaume el Just sobre el Regne de Mallorca va guanyar intensitat, amenaçant amb un possible conflicte bèl·lic. No obstant això, aquest escenari es va evitar gràcies a la mediació del papa Joan XXII i de la reina Sança de Mallorca, germana del difunt Sanç i reina consort de Nàpols. Tot i les aparences d'un enfrontament imminent, els historiadors consideren que aquest episodi va ser una maniobra de Jaume el Just per aprofitar la conjuntura i reforçar la seva posició negociadora. El seu objectiu principal era aconseguir la condonació de l'important préstec que li feu la Corona de Mallorca per poder abordar la conquesta de Sardenya durant el regnat del rei Sanç.
Tot i que Jaume el Just no havia aconseguit un suport significatiu a la seva candidatura a cap dels territoris de la Corona de Mallorca, l'infant Felip jutjà que viabilitat futura de la Corona depenia d'unes relacions normalitzades amb la Corona d'Aragó. Per això, es decidí la condonació del préstec i al setembre de 1325, en una reunió conjunta entre ambdues delegacions, Jaume II d'Aragó renuncià formalment a qualsevol reclamació sobre els drets de successió a la Corona de Mallorca, posant fi a aquesta controvèrsia. A més, en el mateix acord, aconseguí el reconeixement de la relació de vassallatge per part de Jaume III i el matrimoni amb la seva filla, Constança d'Aragó i d'Entença.

### Crisi econòmica i guerra amb Gènova

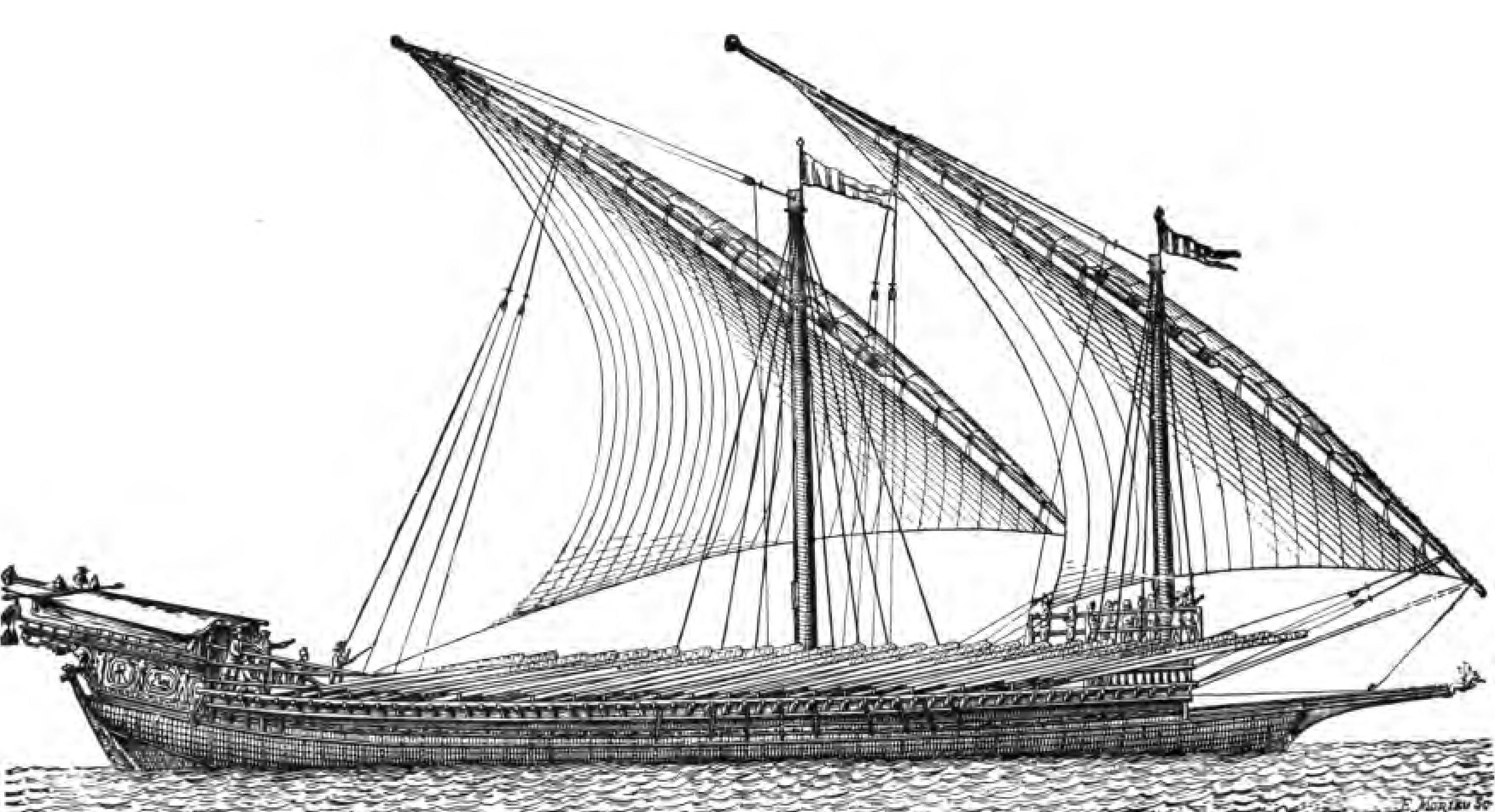
Gravat d'una galera

L’acord assolit comportà un canvi significatiu per a la Universitat de Mallorca, que passà de ser creditora a convertir-se en deutora. Davant aquesta nova realitat, la Universitat acceptà assumir el deute sota la condició de garantir la seva sobirania fiscal. Aquesta autonomia li permeté gestionar directament els ingressos i establir que els lloctinents quedessin subordinats a la Juraria i el Consell General, consolidant així el seu control sobre la política fiscal local. La situació es va agreujar quan els rumors van provocar una retirada massiva de dipòsits de les entitats bancàries, inclosa la banca municipal, que va suspendre pagaments. Per recuperar la confiança, l'infant Felip va enviar reformadors el 1327, i es va implementar un pla financer de quatre anys per recaptar 1.000.000 de sous, que afegí una important càrrega fiscal sobre la població.
Jaume III va retre homenatge el 1329 al nou rei aragonès, Alfons el Benigne, i es veié involucrat en l'escalada d'hostilitats amb Gènova, que finalment arribà a la guerra entre 1330 i 1336. La Corona de Mallorca es comprometé a finançar la meitat de les despeses de l'aventura amb l'afany de mostrar un poder militar i econòmic que en realitat no es tenia. Les autoritats locals s'hi oposaren per la mala situació econòmica esmentada i per l'impacte negatiu sobre les seves xarxes comercials, que depenien de la bona marxa amb el comerç amb Gènova, el Magrib i dels mercats atlàntics.
Durant el conflicte, les pèrdues econòmiques i comercials es feren evidents, i Jaume III buscà recursos mitjançant mesures controvertides, com la condemna de la comunitat jueva el 1333, acusant-la d'impagament del cabeçatge, contribució anual exclusiva de l'aljama. La sanció aplicada tenia un doble objectiu: assegurar l’ingrés ràpid de fons a les arques reials i, simultàniament, alliberar temporalment la comunitat jueva de les seves obligacions fiscals envers el municipi durant el procés. Aquesta decisió va agreujar encara més les tensions entre la comunitat jueva i l’administració reial, ja per sí complicades per les multes recurrents i les creixents exigències financeres de la Corona. A més, aquesta mesura provocava el malestar de la Universitat de Mallorca, que es veia privada d’ingressos que anteriorment gestionava.
Quan el 1335 fou declarat major d'edat i assumí la corona, es trobà amb un regne despoblat i arruïnat, en part per les condicions imposades per Jaume el Just, i també a causa de l'epidèmia de l'any 1331 i les sequeres dels anys 1331 i 1333, que obligaren a importar blat i assumir despeses financeres i militars.

### Nova conjuntura internacional

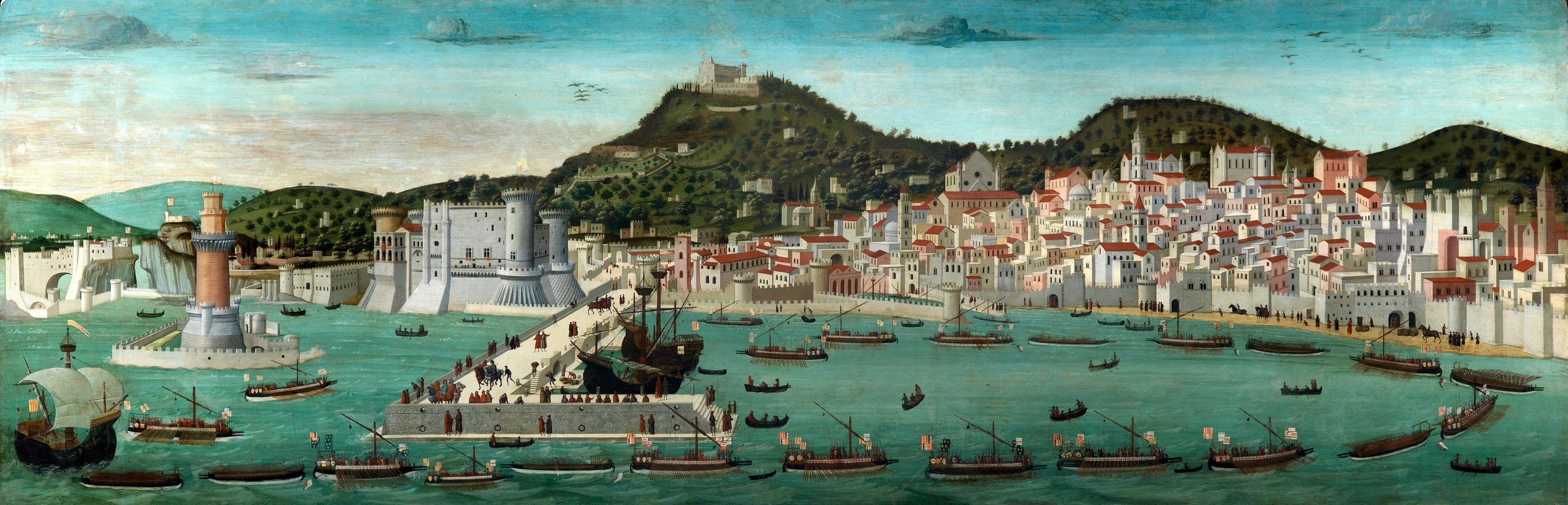
Naus i galeres aragoneses al port de Nàpols

Amb l'inici de la Guerra dels Cent Anys el 1337, la Corona de Mallorca es va trobar en una situació geopolítica complexa i delicada. El conflicte entre França i Anglaterra posava en risc els interessos comercials mallorquins, que tenien vincles amb ambdós bàndols. La neutralitat es perfilava com l'estratègia més favorable per als interessos insulars, especialment tenint en compte les rutes comercials mallorquines que connectaven amb el Mediterrani Occidental i les relacions establertes amb el regne del Marroc i el regne de Granada.
No obstant això, les pressions externes van complicar aquesta postura. La coalició liderada per Alfons XI de Castella i Pere el Cerimoniós buscava la participació activa de la Corona de Mallorca en la campanya militar contra el Sultanat Marínida, ja que el control de l'estret de Gibraltar era estratègicament crucial en el context del comerç i de la guerra europea. Pere el Cerimoniós, el 1337, va sol·licitar explícitament la col·laboració mallorquina en l'armament de vaixells. Alhora, el sultà marínida, preocupat per una possible implicació militar mallorquina, va enviar naus de reconeixement a les Balears i va propagar rumors d'una invasió imminent per dissuadir qualsevol intervenció armada. Aquesta tàctica va tenir èxit, i el 1339 Jaume III va optar per signar unilateralment la pau, prioritzant la neutralitat i els interessos comercials insulars.
Tanmateix, aquesta decisió no va evitar els problemes. La neutralitat de Mallorca no només va ser vista amb recel pels seus aliats cristians, sinó que també va generar tensions comercials i diplomàtiques. Les naus mallorquines, sovint acusades de col·laborar amb el Marroc, van ser interceptades per les flotes cristianes operant a l'estret de Gibraltar. Aquesta situació va posar en perill les relacions comercials de Mallorca, especialment amb Anglaterra, que Jaume III intentà restaurar negociant el 1340 el matrimoni de l'infant Ferran de Mallorca i Aragó amb una filla el rei Eduard III d'Anglaterra, qui endemés va oferir un pacte per anar contra Felip de Valois. Evidentment, aquesta estratègia va xocar amb la cort francesa, aliada tradicional de la Corona de Mallorca, agreujant encara més l'aïllament de la Corona de Mallorca. En un intent de restaurar l'estabilitat, Jaume III va acabar fent marxa enrere en les seves polítiques internacionals, però la Corona de Mallorca ja es trobava greument debilitada per les tensions internacionals i les seves pròpies limitacions financeres i polítiques.

### Agreujament de la crisi econòmica
Les conseqüències de la guerra amb Gènova i els primers conflictes de la Guerra dels Cent Anys no només van afectar la política exterior mallorquina, sinó que també van tenir repercussions internes. Les mesures reials per fer front a les despeses militars i comercials, com ara l’establiment d’impostos extraordinaris i el nomenament d'agents reials sense la intervenció municipal, van generar descontentament tant al Regne de Mallorca com als comtats continentals.
A l'estiu de 1341, els jurats de Mallorca van enviar una ambaixada a la cort de Perpinyà amb l’objectiu de negociar o cancel·lar l'encàrrec d’una nova tramesa de galeres i sol·licitar la derogació dels impostos recents, ja que la situació econòmica del regne era insostenible. Al mateix temps, els comtats rossellonesos també reclamaven l’eliminació de les noves tandes de tributs imposats per la Corona. No obstant això, sembla que Jaume III no va atendre aquestes peticions, fet que va generar un clima de descontentament que culminà en una rebel·lió popular a finals de 1342. Aquesta revolta forçà finalment el rei a cedir i adoptar una posició més conciliadora. En paral·lel, Montpeller també es va sumar a les reclamacions per una reducció de la pressió fiscal al setembre de 1342, reflectint el malestar generalitzat de les tres principals ciutats de la Corona de Mallorca davant les polítiques econòmiques de Jaume III.

### El procés contra Jaume III
Seguint la política expansiva de Jaume el Just i d'Alfons el Benigne, Pere el Cerimoniós havia decidit la incorporació de la Corona de Mallorca als seus dominis i, per tal de donar una aparença de legalitat a la seva actuació, va iniciar un procés judicial contra Jaume III. Aquest procés, en el qual Pere era jutge i part interessada, ja tenia el resultat predeterminat. Es va iniciar a finals de 1341 i va concloure el 21 febrer de 1343 amb una sentència que condemnava Jaume III a la confiscació dels seus béns. La base jurídica que va sustentar el procés contra Jaume III es fonamentava en l'incompliment de la prohibició de batre moneda mallorquina a Perpinyà, juntament amb una bateria de greuges addicionals que anaven des de la il·legitimitat de la Corona de Mallorca fins a la negativa mallorquina de prestar ajuda a la Corona d'Aragó quan aquesta fou requerida el 1337. La prohibició estava clarament establerta tant en el testament de Jaume I com en el Tractat de Perpinyà de 1279. L'emissió de moneda pròpia per part de Jaume III i la negativa a presentar-se davant de Pere quan li demanà explicacions, es va considerar una violació dels acords que regulaven la relació entre la Corona de Mallorca i la Corona d’Aragó, proporcionant així un pretext legal perquè Pere el Cerimoniós iniciés el procés judicial.
La causa es va iniciar el 8 d’abril de 1342, quan Arnau d'Erill va ser nomenat nunci i procurador reial per part de Pere el Cerimoniós. Aquest va acusar Jaume III de contumàcia, al·legant la seva desobediència reiterada a les obligacions establertes. Seguint els Usatges de Barcelona, Arnau d'Erill va sol·licitar la confiscació dels béns de Jaume III com a sanció per la seva actitud. La defensa de Jaume III es va centrar en diversos arguments jurídics i polítics per justificar la seva postura. En primer lloc, es va reivindicar la legitimitat de la Corona de Mallorca d’acord amb el dret successori i els pactes previs establerts amb la Corona d'Aragó. També es va qüestionar la validesa del Tractat de Perpinyà, al·legant que havia estat signat sota coacció, fet que, segons la defensa, en deslegitimava els termes. A més, es va defensar la neutralitat de la Corona de Mallorca davant el conflicte amb els marínides, argumentant que es tractava d’una disputa exclusiva del rei de Castella, aliat de Pere el Cerimoniós, i que la Corona de Mallorca no tenia cap obligació d’implicar-se en un conflicte aliè. Però, com era d'esperar, aquestes rèpliques no foren considerades.
Els historiadors han qüestionat sovint la veracitat de les proves presentades per Pere el Cerimoniós en relació amb l'encunyació de moneda al Rosselló, un tema que va esdevenir l’eix central del procés contra Jaume III. Pere el Cerimoniós va enviar una comissió per recollir proves, una tasca que es va estendre des del febrer de 1342 fins al mateix mes de 1343. Aquesta comissió es va encarregar d'obtenir nombrosos testimonis que donaven suport a les acusacions, incloent-hi afirmacions que vinculaven Jaume III amb l’encunyació de moneda francesa falsa.
El 2 de maig de 1343, Jaume III va defensar-se al·legant que, malgrat les disposicions del Tractat de Perpinyà, tenia dret a encunyar moneda sempre que aquesta no es posés en circulació i es destinés únicament a transaccions internes. La fabricació de moneda francesa a Perpinyà està documentada i es coneix que comptava amb una llicència oficial atorgada per Felip de Valois, que ignorà les denúncies de Pere el Cerimoniós sobre l'existència de suposada moneda falsa encunyada al Rosselló.
Malgrat tot, s'ha confirmat que l'encunyació de moneda pròpia a Perpinyà per part de Jaume III és un fet provat, i que de fet Jaume III fou el creador del florí d'or català. Les investigacions numismàtiques modernes han documentat que, a més dels florins, també es van emetre altres monedes que seguien models francesos. Aquestes emissions, destinades principalment a transaccions locals, tenien com a objectiu obtenir beneficis econòmics mitjançant modificacions en la composició metàl·lica de les monedes. Aquestes pràctiques proporcionaven a Jaume III una font de recursos essencials per sostenir els seus projectes polítics i militars.

### Pèrdua de la Corona i mort

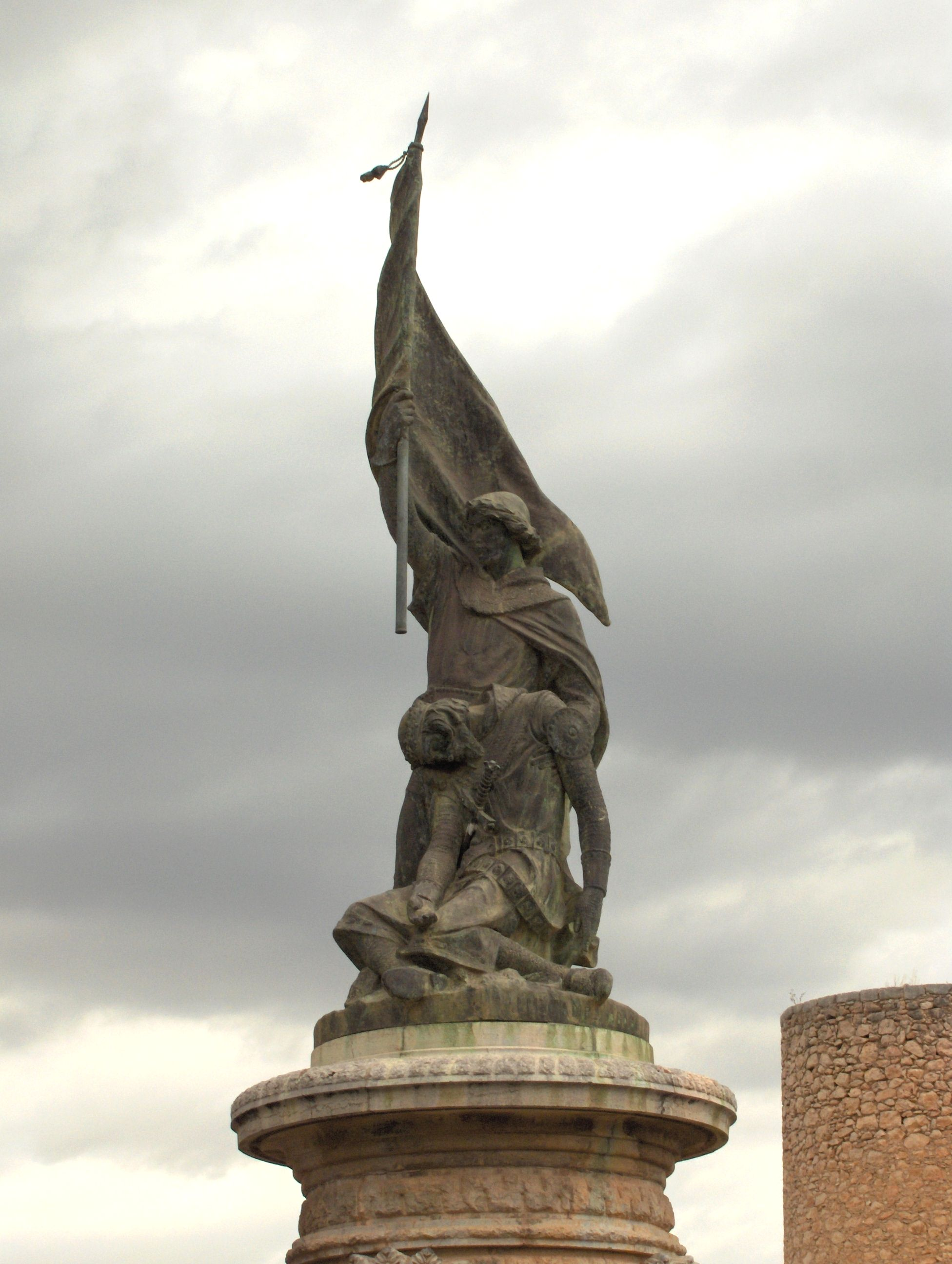
Estàtua a Llucmajor (Mallorca) en honor al rei Jaume III de Mallorca, mort a la batalla de Llucmajor.

En ple desenvolupament del procés judicial iniciat contra ell, el 23 de juliol de 1342 Jaume III arribà a Barcelona acompanyat de cinc galeres per reunir-se amb Pere el Cerimoniós. Durant aquesta visita, fou acusat pel monarca aragonès de planejar segrestar-lo, aprofitant l'estada a la ciutat. Aquesta acusació provocà una forta disputa entre els dos reis, que acabà amb la sortida precipitada de Jaume III de Barcelona. En aquest context, deixà enrere la seva esposa, Constança d'Aragó i d'Entença. S'ha debatut si Constança fou retinguda pel seu germà, Pere el Cerimoniós, o si decidí de manera voluntària quedar-se a Barcelona. El 21 de febrer de 1343, el procés judicial culminà amb una sentència desfavorable per a Jaume III, que el condemnava a la confiscació de tots els seus dominis.
El maig de 1343, Pere el Cerimoniós, amb una flota considerable, va emprendre la campanya militar per ocupar Mallorca. El 25 de maig desembarcà a Santa Ponça, trobant una resistència mínima. Jaume III fugí cap al Rosselló, mentre Menorca i Eivissa es rendien sense combatre. L'any següent, el 1344, Pere completà la conquesta de la Corona de Mallorca amb l'ocupació del Rosselló i la conquesta definitiva de Perpinyà al juliol.
Tot i la pèrdua de la major part dels seus dominis, algunes possessions situades en territori francès, com Montpeller i les baronies d’Omeladès i Carladès, van romandre sota el control de Jaume III. Des d'aquestes bases intentà recuperar, sense èxit, els comtats orientals i reorganitzar una campanya per reconquerir el Regne de Mallorca.
El 1349, desesperat per recuperar el tron, Jaume III vengué Montpeller al rei de França, Felip de Valois, per obtenir els recursos necessaris. Amb el primer pagament, preparà una expedició per desembarcar a Mallorca. El 25 d'octubre del mateix any, es lliurà la batalla de Llucmajor, on Jaume fou derrotat de manera definitiva. En aquest enfrontament, Jaume III perdé la vida al camp de batalla, decapitat, juntament amb el seu germà Pagà de Mallorca. També foren capturats els seus fills Elisabet i Jaume, juntament amb la seva segona muller Violant de Vilaragut.
Inicialment, el cos de Jaume III fou enterrat a l'església parroquial de Llucmajor, però Pere el Cerimoniós, temorós que els mallorquins el convertissin en un símbol, un any després ordenà traslladar les seves despulles a la catedral de València. El 1905, les restes del monarca foren finalment retornades a Mallorca i enterrades a la capella de la Trinitat de la Seu de Mallorca, al costat de la tomba del seu avi, Jaume II de Mallorca.

## Llinatge
|  |                                                 |  |  |  |  |  |  |  |  |  |  |  |  |  |  |  |
|  | 16. Pere II d'Aragó (el Catòlic)                |  |  |  |  |  |  |  |  |  |  |  |  |  |  |  |
|  |                                                 |  |  |  |  |  |  |  |  |  |  |  |  |  |  |  |
|  |                                                 |  |  |  |  |  |  |  |  |  |  |  |  |  |  |  |
|  | 8. Jaume I d'Aragó (el Conqueridor)             |  |  |  |  |  |  |  |  |  |  |  |  |  |  |  |
|  |                                                 |  |  |  |  |  |  |  |  |  |  |  |  |  |  |  |
|  |                                                 |  |  |  |  |  |  |  |  |  |  |  |  |  |  |  |
|  | 17. Maria de Montpeller                         |  |  |  |  |  |  |  |  |  |  |  |  |  |  |  |
|  |                                                 |  |  |  |  |  |  |  |  |  |  |  |  |  |  |  |
|  |                                                 |  |  |  |  |  |  |  |  |  |  |  |  |  |  |  |
|  | 4. Jaume II de Mallorca (el Prudent)            |  |  |  |  |  |  |  |  |  |  |  |  |  |  |  |
|  |                                                 |  |  |  |  |  |  |  |  |  |  |  |  |  |  |  |
|  |                                                 |  |  |  |  |  |  |  |  |  |  |  |  |  |  |  |
|  | 18. Andreu II d'Hongria                         |  |  |  |  |  |  |  |  |  |  |  |  |  |  |  |
|  |                                                 |  |  |  |  |  |  |  |  |  |  |  |  |  |  |  |
|  |                                                 |  |  |  |  |  |  |  |  |  |  |  |  |  |  |  |
|  | 9. Violant d'Hongria                            |  |  |  |  |  |  |  |  |  |  |  |  |  |  |  |
|  |                                                 |  |  |  |  |  |  |  |  |  |  |  |  |  |  |  |
|  |                                                 |  |  |  |  |  |  |  |  |  |  |  |  |  |  |  |
|  | 19. Violant de Courtenay                        |  |  |  |  |  |  |  |  |  |  |  |  |  |  |  |
|  |                                                 |  |  |  |  |  |  |  |  |  |  |  |  |  |  |  |
|  |                                                 |  |  |  |  |  |  |  |  |  |  |  |  |  |  |  |
|  | 2. Ferran de Mallorca (Príncep d'Acaia)         |  |  |  |  |  |  |  |  |  |  |  |  |  |  |  |
|  |                                                 |  |  |  |  |  |  |  |  |  |  |  |  |  |  |  |
|  |                                                 |  |  |  |  |  |  |  |  |  |  |  |  |  |  |  |
|  | 20. Roger Bernat II de Foix                     |  |  |  |  |  |  |  |  |  |  |  |  |  |  |  |
|  |                                                 |  |  |  |  |  |  |  |  |  |  |  |  |  |  |  |
|  |                                                 |  |  |  |  |  |  |  |  |  |  |  |  |  |  |  |
|  | 10. Roger IV de Foix                            |  |  |  |  |  |  |  |  |  |  |  |  |  |  |  |
|  |                                                 |  |  |  |  |  |  |  |  |  |  |  |  |  |  |  |
|  |                                                 |  |  |  |  |  |  |  |  |  |  |  |  |  |  |  |
|  | 21. Ermesenda de Castellbò                      |  |  |  |  |  |  |  |  |  |  |  |  |  |  |  |
|  |                                                 |  |  |  |  |  |  |  |  |  |  |  |  |  |  |  |
|  |                                                 |  |  |  |  |  |  |  |  |  |  |  |  |  |  |  |
|  | 5. Esclarmonda de Foix                          |  |  |  |  |  |  |  |  |  |  |  |  |  |  |  |
|  |                                                 |  |  |  |  |  |  |  |  |  |  |  |  |  |  |  |
|  |                                                 |  |  |  |  |  |  |  |  |  |  |  |  |  |  |  |
|  | 22. Ramon Folc IV de Cardona                    |  |  |  |  |  |  |  |  |  |  |  |  |  |  |  |
|  |                                                 |  |  |  |  |  |  |  |  |  |  |  |  |  |  |  |
|  |                                                 |  |  |  |  |  |  |  |  |  |  |  |  |  |  |  |
|  | 11. Brunisenda de Cardona                       |  |  |  |  |  |  |  |  |  |  |  |  |  |  |  |
|  |                                                 |  |  |  |  |  |  |  |  |  |  |  |  |  |  |  |
|  |                                                 |  |  |  |  |  |  |  |  |  |  |  |  |  |  |  |
|  | 23. Agnès de Tarroja                            |  |  |  |  |  |  |  |  |  |  |  |  |  |  |  |
|  |                                                 |  |  |  |  |  |  |  |  |  |  |  |  |  |  |  |
|  |                                                 |  |  |  |  |  |  |  |  |  |  |  |  |  |  |  |
|  | 1. Jaume III de Mallorca (el Temerari)          |  |  |  |  |  |  |  |  |  |  |  |  |  |  |  |
|  |                                                 |  |  |  |  |  |  |  |  |  |  |  |  |  |  |  |
|  |                                                 |  |  |  |  |  |  |  |  |  |  |  |  |  |  |  |
|  | 24. Eleziar de Sabran                           |  |  |  |  |  |  |  |  |  |  |  |  |  |  |  |
|  |                                                 |  |  |  |  |  |  |  |  |  |  |  |  |  |  |  |
|  |                                                 |  |  |  |  |  |  |  |  |  |  |  |  |  |  |  |
|  | 12. Ermengol de Sabran                          |  |  |  |  |  |  |  |  |  |  |  |  |  |  |  |
|  |                                                 |  |  |  |  |  |  |  |  |  |  |  |  |  |  |  |
|  |                                                 |  |  |  |  |  |  |  |  |  |  |  |  |  |  |  |
|  | 25. Cecilia d'Augoult de Ponteves               |  |  |  |  |  |  |  |  |  |  |  |  |  |  |  |
|  |                                                 |  |  |  |  |  |  |  |  |  |  |  |  |  |  |  |
|  |                                                 |  |  |  |  |  |  |  |  |  |  |  |  |  |  |  |
|  | 6. Isnard de Sabran                             |  |  |  |  |  |  |  |  |  |  |  |  |  |  |  |
|  |                                                 |  |  |  |  |  |  |  |  |  |  |  |  |  |  |  |
|  |                                                 |  |  |  |  |  |  |  |  |  |  |  |  |  |  |  |
|  | 26. Albe d'Albe                                 |  |  |  |  |  |  |  |  |  |  |  |  |  |  |  |
|  |                                                 |  |  |  |  |  |  |  |  |  |  |  |  |  |  |  |
|  |                                                 |  |  |  |  |  |  |  |  |  |  |  |  |  |  |  |
|  | 13. Lauduna d'Albe                              |  |  |  |  |  |  |  |  |  |  |  |  |  |  |  |
|  |                                                 |  |  |  |  |  |  |  |  |  |  |  |  |  |  |  |
|  |                                                 |  |  |  |  |  |  |  |  |  |  |  |  |  |  |  |
|  | 27 Lauduna?                                     |  |  |  |  |  |  |  |  |  |  |  |  |  |  |  |
|  |                                                 |  |  |  |  |  |  |  |  |  |  |  |  |  |  |  |
|  |                                                 |  |  |  |  |  |  |  |  |  |  |  |  |  |  |  |
|  | 3. Isabel de Sabran                             |  |  |  |  |  |  |  |  |  |  |  |  |  |  |  |
|  |                                                 |  |  |  |  |  |  |  |  |  |  |  |  |  |  |  |
|  |                                                 |  |  |  |  |  |  |  |  |  |  |  |  |  |  |  |
|  | 28. Jofre I d'Acaia                             |  |  |  |  |  |  |  |  |  |  |  |  |  |  |  |
|  |                                                 |  |  |  |  |  |  |  |  |  |  |  |  |  |  |  |
|  |                                                 |  |  |  |  |  |  |  |  |  |  |  |  |  |  |  |
|  | 14. Guillem II d'Acaia                          |  |  |  |  |  |  |  |  |  |  |  |  |  |  |  |
|  |                                                 |  |  |  |  |  |  |  |  |  |  |  |  |  |  |  |
|  |                                                 |  |  |  |  |  |  |  |  |  |  |  |  |  |  |  |
|  | 29. Elisabet de Chappes                         |  |  |  |  |  |  |  |  |  |  |  |  |  |  |  |
|  |                                                 |  |  |  |  |  |  |  |  |  |  |  |  |  |  |  |
|  |                                                 |  |  |  |  |  |  |  |  |  |  |  |  |  |  |  |
|  | 7. Margarida d'Acaia                            |  |  |  |  |  |  |  |  |  |  |  |  |  |  |  |
|  |                                                 |  |  |  |  |  |  |  |  |  |  |  |  |  |  |  |
|  |                                                 |  |  |  |  |  |  |  |  |  |  |  |  |  |  |  |
|  | 30. Miquel II Àngel-Comnè                       |  |  |  |  |  |  |  |  |  |  |  |  |  |  |  |
|  |                                                 |  |  |  |  |  |  |  |  |  |  |  |  |  |  |  |
|  |                                                 |  |  |  |  |  |  |  |  |  |  |  |  |  |  |  |
|  | 15. Anna Commena                                |  |  |  |  |  |  |  |  |  |  |  |  |  |  |  |
|  |                                                 |  |  |  |  |  |  |  |  |  |  |  |  |  |  |  |
|  |                                                 |  |  |  |  |  |  |  |  |  |  |  |  |  |  |  |
|  | 31. Teodora Petraliphaina (Sta. Teodora d'Arta) |  |  |  |  |  |  |  |  |  |  |  |  |  |  |  |
|  |                                                 |  |  |  |  |  |  |  |  |  |  |  |  |  |  |  |
|  |                                                 |  |  |  |  |  |  |  |  |  |  |  |  |  |  |  |

## Matrimoni i descendència
El 24 de setembre de 1336 es casà a Perpinyà amb Constança d'Aragó, filla d'Alfons IV d'Aragó, amb la qual tingué tres fills:
- l'infant Ferran (vers 1336 - abans de 1342), enterrat al convent dels dominics de Montpeller[22][a]
- la infanta Elisabet de Mallorca (1337-1403), reina titular de Mallorca
- l'infant Jaume IV de Mallorca (1338 -1375), rei titular de Mallorca

El 10 de novembre de 1347, es casà amb Violant de Vilaragut, amb la qual tingué dues filles:
- la infanta Esclarmonda de Mallorca (1348-1349)
- la infanta Maria de Mallorca (1349-1349)

Els historiadors debaten quina de les dues dones de Jaume III s'ha de relacionar amb la poetessa reina de Mallorca.

## Llegat

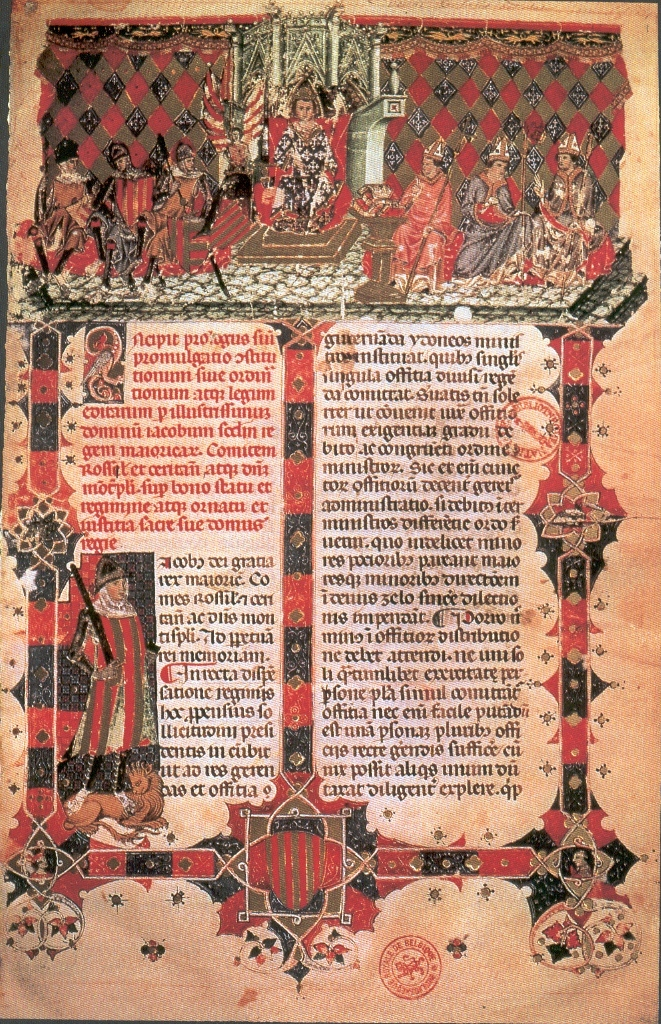
Lleis Palatines de Jaume III de Mallorca

Una de les fites més significatives del regnat de Jaume III fou la creació del Consolat de Mar de Mallorca l'any 1326. Inspirat en els consolats de ciutats com Barcelona, aquest organisme tenia la funció de resoldre litigis entre mariners i mercaders, gestionar qüestions relacionades amb el comerç marítim i exercir com a tribunal especialitzat en afers nàutics. L’organització es regia pels costums marítims de Barcelona, destacant pel seu ús del Llibre del Consolat, una compilació jurídica que seria fonamental en el dret marítim europeu.
Les Lleis Palatines, proclamades per Jaume III de Mallorca el 9 de maig de 1337, constituïren un conjunt normatiu destinat a regular l'estructura i el funcionament de la cort reial, la cancelleria i les finances de la Corona de Mallorca. Dividides en vuit seccions, aquestes lleis determinaren les responsabilitats del personal palatí, així com el protocol i les normes diplomàtiques de la dinastia. També introduïren noves figures administratives, com els quatre dignataris principals: el majordom, el camarlenc, el canceller i el mestre racional. Inspirades per l'infant Felip de Mallorca i influïdes per les idees de Ramon Llull, aquestes disposicions consolidaren tradicions prèvies i ampliaren el marc del dret consuetudinari, dotant la corona d'un sistema administratiu més modern i estructurat. Pere el Cerimoniós en va adaptar el contingut, donant origen a les Ordinacions de la casa reial d'Aragó de 1344.
Pel que fa a la política monetària, el regnat de Jaume III també fou marcat per l'encunyació dels florins mallorquins d'or pur, basada en els florins florentins, i gran valor comercial. Aquestes emissions, produïdes a la seca de Perpinyà, van ser una iniciativa per enfortir l'economia i obtenir recursos per finançar projectes polítics i militars. El florí mallorquí va esdevenir un precedent important per a la moneda d'or de la Corona Aragonesa, inspirant futures encunyacions com les de Pere el Cerimoniós.

## Títols i successors
| Jaume III de Mallorca Casa de Mallorca(Branca menor de: Casa d'Aragó del Llinatge del Casal de Barcelona)Naixement: Catània 1315 Mort: Llucmajor, 25 d'octubre de 1349 | | |
| Títols | | |
| Precedit per: Sanç I de Mallorca "el Pacífic" (oncle) | Rei de Mallorca (Llista de reis de Mallorca) (1324–1349)                                                                                     | — Territori perdut: — Batalla de Santa Ponça (1343) Batalla de Llucmajor (1349) — Conqueridor — Pere IV d'Aragó "el Ceremoniós" |
| Precedit per: Sanç I de Mallorca "el Pacífic" (oncle) | Comte de Rosselló i Cerdanya (Llista de comtes de Rosselló) Comtat de Rosselló, Vallespir Comtat de Cerdanya, Comtat de Conflent (1324–1349) | — Territori perdut: — Batalla de Santa Ponça (1343) Batalla de Llucmajor (1349) — Conqueridor — Pere IV d'Aragó "el Ceremoniós" |
| Precedit per: Sanç I de Mallorca "el Pacífic" (oncle) | Senyor de Montpeller i Omeladès (Llista de senyors de Montpeller) (1324–1349)                                                                | — Territori perdut: — Venut al rei de França (1349) — Beneficiari — Felip VI de França                                          |